# Список уховёрток Украины
Список уховёрток Украины содержит перечень видов насекомых из отряда Dermaptera — Кожистокрылые, или уховёртки, зарегистрированных на территории Украины.
Уховёртки являются насекомыми с неполным превращением. Вместе с прямокрылыми (Orthoptera), богомолами (Mantodea), эмбиями (Embioptera), веснянками (Plecoptera), привиденьевыми (Phasmida), тараканосверчками (Grylloblattodea), зораптерами (Zoraptera), отрядами Mantophasmatodea, Blattodea и несколькими ископаемыми отрядами их относят к систематической группе Polyneoptera.
Отряд Dermaptera на территории Украины не очень разнообразен, поскольку страна находится у северной границы ареала этой группы насекомых, наиболее богато они представлены в тропических и субтропических регионах планеты. В пределах Украины распространены 14 видов уховёрток из 4 семейств. 5 видов встречаются только на Крымском полуострове, на морском побережье или вблизи него, что делает весьма вероятным завоз их сюда человеком по морю из более южных стран, однако ввиду широкого распространения этих видов в средиземноморье, а некоторых — и вообоще по всему миру, достоверно определить нативность этих видов для природы Украины крайне сложно. В то же время обыкновенная и огородная уховёртки обычны по всей стране и не только в естественных местообитаниях, но и на сельскохозяйственных угодьях.

## Список видов
| Иллюстрация                                  | Русскоязычное и научное название                             | Ареал на территории Украины. Замечания по систематике и охране. |
| -------------------------------------------- | ------------------------------------------------------------ | --- |
| Семейство Anisolabididae                     |                                                              | |
|                                              | Приморская уховёртка Anisolabis maritima (Bonelli, 1832)     | Морское побережье на Южном берегу Крыма. Обитает преимущественно на скалистых и галечниковых берегах, держится как правило в верхней части литорали, прячась в светлое время суток во влажных расщелинах, в песке или грунте под камнями, выброшенными прибоем на берег водорослями и другими предметами и появляясь в основном ночью. Изредка может встречаться вдали от моря, иногда даже в горах на значительной высоте.                                                  |
|                                              | Euborellia annulipes (Lucas, 1847)                           | Южный берег Крыма. Держится под камнями, упавшими стволами деревьев и т. п. |
|                                              | Euborellia moesta (Géné, 1837)                               | Средиземноморский вид, на территории Украины встречающийся только в Южном Крыму — крайнем северо-востоке своего ареала. Держится под камнями, на цветах и пр. Встречается редко. |
| Семейство Forficulidae — Настоящие уховёртки |                                                              | |
|                                              | Двухточечная уховёртка Anechura bipunctata (Fabricius, 1781) | Средиземноморско-североазиатский горно-лесной вид, на территории Украины обитающий только в пределах Донецкой возвышенности на востоке страны, где встречается в лесостепной зоне. Держится под камнями, корой деревьев, в гнилых пнях и т. п. |
|                                              | Apterygida media (Hagenbach, 1822)                           | Западноевропейский лесной вид, на территории Украины распространённый в основном на Правобережье. Обитает в лесах и лесных местностях в лесостепной зоне, проникая на восток до реки Псёл. Встречается под корой деревьев и на цветах. |
|                                              | Chelidura acanthopygia (Géné, 1832)                          | Западная Украина. Обитает в лесах и лесостепях, в том числе высоко в горах. Весной держится на земле: под камнями, опавшей листвой и т. п., а летом — на деревьях, чаще хвойных. |
|                                              | Chelidura transsilvanica Ebner, 1932                         | Эндемик Карпат и Прикарпатья. На территории Украины обитает в лесах и лесных местностях лесостепи Подолья на западе страны, проникая на восток до района Каменец-Подольска. |
|                                              | Forficula aetolica Brunner von Wattenwyl, 1882               | Распространена на Южном берегу Крыма. |
|                                              | Обыкновенная уховёртка Forficula auricularia Linnaeus, 1758  | Широко распространена и очень обычна по всей территории Украины, включая Крым. Встречается в дикой природе и на сельскохозяйственных угодьях: на полях зерновых и овощных культур, огородах, в садах и цветниках. Забирается на травянистые растения и на деревья, проникая в плоды, особенно часто в яблоки и персики. Может поселяться в домах. Активна ночью, в светлое время суток прячется под камнями, корой деревьев и в других укрытиях, иногда по нескольку особей. |
|                                              | Forficula decipiens Géné, 1832                               | Нахождение этого циркумсредиземноморского вида на территории Украины спорно, однако некоторыми авторами он указывается для черноморского побережья страны. |
|                                              | Forficula smyrnensis Audinet-Serville, 1838                  | Средиземноморско-кавказский вид, в пределах Украины обитает только на Южном берегу Крыма — в самой северной части своего ареала. |
|                                              | Огородная уховёртка Forficula tomis (Kolenati, 1846)         | Широко распространена по всей территории Украины, обитает во всех природных зонах от лесов до степей. Встречается как в дикой природе, так и на сельскохозяйственных угодьях: на полях, огородах, бахче, в плодовых садах и цветниках. Может забираться на травянистые растения и на деревья, проникая в плоды (в частности в яблоки). Ночное насекомое, днём прячется под корой деревьев и в других укрытиях.                                                               |
| Семейство Labiduridae                        |                                                              | |
|                                              | Прибрежная уховёртка Labidura riparia (Pallas, 1773)         | Широко распространена по всей территории Украины, встречается во всех природных зонах от лесов до степей. Обитает на песчаных и супесчаных (в том числе песчано-гравийных) почвах по берегам рек, озёр и морей, где держится под камнями в самостоятельно вырытых норках. Взрослые уховёртки по ночам прилетают на свет. |
| Семейство Spongiphoridae                     |                                                              | |
|                                              | Малая уховёртка Labia minor (Linnaeus, 1758)                 | Широко распространена по всей территории Украины, включая Крым. Встречается во всех природных зонах от лесов до степей. Обитает во влажных биотопах, по берегам водоёмов. Взрослые уховёртки в отличие от остальных видов летают в дневное и вечернее время, иногда в больших количествах над кучами навоза, удобренными навозом полями и т. п. |

## Комментарии
1. 1 2 3 4 5 6  Бо́льшая часть Крымского полуострова  является объектом территориальных разногласий между Россией, контролирующей спорную территорию, и Украиной, в пределах признанных большинством государств — членов ООН границ которой спорная территория находится. Согласно федеративному устройству России, на спорной территории Крыма располагаются субъекты Российской Федерации — Республика Крым и город федерального значения Севастополь. Согласно административному делению Украины, на спорной территории Крыма располагаются регионы Украины — Автономная Республика Крым и город со специальным статусом Севастополь.